# Philodromus pratariae
Philodromus pratariae es una especie de araña cangrejo del género Philodromus, familia Philodromidae. Fue descrita científicamente por Scheffer en 1904.

## Distribución
Esta especie se encuentra en México y los Estados Unidos.